# Neohipparchus xeromeris
Neohipparchus xeromeris är en fjärilsart som beskrevs av Louis Beethoven Prout 1932. Neohipparchus xeromeris ingår i släktet Neohipparchus och familjen mätare. Inga underarter finns listade i Catalogue of Life.